# Lánctelepes férgek
A  lánctelepes féregszerűek (Catenulida) az ősszájúak (Protostomia) közé sorolt spirálisan barázdálódó állatok (Spiralia) Rouphozoa kládjában a laposférgek (Platyhelminthes) törzsébe sorolt örvényférgek (Turbellaria) egyik osztálya. Egyetlen rendje a lánctelepes férgeké (Catenulidea), öt családdal, összesen mintegy száz leírt fajjal. Legnépesebb nemük a Stenostomidae család nevét adó Stenostomum; ebbe tartozik az ismert fajok több mint fele.
A latin catena, azaz „lánc” szóból képzett tudományos nevük (így egyúttal a magyar név is) ivartalan szaporodásuk sajátos módjára utal.

## Származásuk, elterjedésük
Ez a laposférgek (Platyhelminthes) törzsének legősibb csoportja. Testvércsoportjuk a Rhabditophora klád; abba tartozik a laposférgek két hagyományos, praktikus szempontok alapján (ám kladisztikailag pontatlanul) elkülönített altörzse, az örvényférgeké (Macrostomorpha) és az élősködő életmódra áttért módosult kültakarójú laposférgeké (Neodermata).
Hosszú evolúciós idejüknek köszönhetően sokféle környezethez alkalmazkodtak. Tengeri, édesvízi és szárazföldi, szabadon élő fajaik az összes édesvízben és tengerben, valamint az Antarktisz kivételével minden kontinensen szokványosak.

## Megjelenésük, felépítésük
Mindössze néhány mm-es, nyúlt testű állatok. Hámsejtjeiken az örvényférgeknél jóval kevesebb, rendszerint csak 2 csillót viselnek. Egyesekben a testüreg helyét kitöltő parenchima elfolyósodott, így ezek gyakorlatilag visszakapták elsődleges testüregüket (blasztocölóma).
Garatjuk egyszerű (pharynx simplex). Középbelük zsákszerű, a Retronectidae családba sorolt Paracatenula nem fajaiból a bélcsatorna teljesen hiányzik.
A többi laposféregtől eltérően mindössze egyetlen elővesécskéjük (protonefrídium) van, és ennek lángzósejtjei (terminális sejtjei) kétcsillósak, úgy, hogy a csillókat támasztó funkciót betöltő gyökérnyúlványok támogatják.
Ivarmirigyeik (a gonádok) egyszerű sejthalmazok. Fontos megkülönböztető ismérvük, hogy hím- és a női ivarszerv közös kivezetése a többi laposféregtől eltérően nem a hasukon, hanem a hátukon nyílik. Hímivarsejtjeiken nincs ostor. Petesejtjeik endolecitális típusúak. Agydúcuk mögött rendszerint egy helyzetérzékelő szerv (sztatociszta) helyezkedik el; ez 1-3 sztatolitot tartalmaz. Petéik a felhasadó testfalon át jutnak ki a külvilágba.

## Életmódjuk, élőhelyük
A legtöbb fajuk édesvízi, jóval kevesebb a szárazföldi. A tengerekben mindössze néhány fajuk él. Többnyire ragadozók.

### Szaporodásuk
Gyakran ivartalanul (aszexuálisan) is szaporodnak, méghozzá a harántirányú kettéosztódás egy sajátos formájával, amelyben a keletkezett új egyedek egy ideig együtt maradnak, és két vagy több egyedből álló ún. zoidláncokat alkotnak. Egyedfejlődésük közvetlen.
A Retronectidae család Paracatenula nemének tagjaiban a bélcsatorna teljesen visszafejlődött. Ezek egyes gyűrűsférgekhez (pl. Siboglinidae) hasonlóan kemoautotróf szulfidoxidáló  baktériumokkal élnek mutualista kapcsolatban úgy, hogy az őket szerves táplálékkal ellátó baktériumok a férgek speciális szervében, a trofoszómában foglalnak helyet.